# David Halberstam
David Halberstam, född 10 april 1934 i New York City, New York, död 23 april 2007 i Menlo Park, Kalifornien, var en amerikansk journalist och författare.
David Halberstam avlade journalistexamen vid Harvard-universitetet 1955. I mitten av 1960-talet bevakade han Vietnamkriget för tidningen New York Times, och hans artiklar fick USA:s dåvarande president John F. Kennedy att begära Halberstam förflyttad. Halberstam fick Pulitzerpriset 1964.
Under senare delen av sitt liv skrev Halberstam främst böcker om historia och sport. Han dödades i en trafikolycka, på väg från en föreläsning vid Berkeley-universitetet den 23 april 2007. Han hade då nyligen skrivit klart, men ännu ej gett ut, en bok om Koreakriget.